# José Manuel de la Peña y Peña
José Manuel de la Peña y Peña (n. a la ciutat de Mèxic el 10 de març de 1789; m. a la ciutat de Mèxic el 2 de gener de 1850) fou un polític i jurista mexicà, i president interí del país del 26 de setembre de 1847 al 13 de novembre de 1847 i del 8 de gener de 1848 al 3 de juny de 1848.
Fou estudiant del Seminari Conciliar. Es graduà en jurisprudència civil i eclesiàstica el 1811, com amb les millores notes. El 1813 fou designat fideïcomissari del govern de la ciutat de Mèxic. El 23 de febrer de 1820 la corona espanyola l'envià a l'Audiència de Quito, una posició que no assumí, ja que Mèxic s'independitzà l'any següent. El 10 d'abril de 1822 treballà com a advocat públic. El 21 d'octubre de 1822, l'emperador Augstín de Iturbide el designà ministre plenipotenciari a Colòmbia, però tampoc no assumí aquest càrrec, ja que l'imperi Mexicà caigué el mateix any. Després de la promulgació de la constitució federal de Mèxic, fou designat jutge de la Suprema Cort de Justícia de Mèxic, posició que ocupà fins a la seva mort, llevat de dues ocasions breus.
El 22 d'abril de 1837 fou designat Ministre de l'Interior, i el 15 de novembre de 1838 fou designat membre del Suprem Poder Conservador. Fou també professor de lleis de la Universitat Nacional de Mèxic, president de l'Acadèmia de Jurisprudència i rector del Col·legi d'Advocats. El 4 de desembre de 1841 fou designar per editar el Codi Civil. El 3 d'octubre de 1843 fou designat senador de la República; hi fou reelegit el 19 de novembre de 1845. El mateix any, també fou designat Ministre d'Afers Exteriors i Interiors.
El 1847, atès el caos governamental causat per l'ocupació nord-americana, Peña y Peña assumí la presidència interina, a la qual tenia dret d'assumir com a president de la Suprema Cort de Justícia. La seu de la presidència era aleshores a la ciutat de Santiago de Querétaro. Ocupà aquesta posició del 26 de setembre al 13 de novembre de 1847. Després, fou designat president del 8 de gener al 3 de juny de 1848. Durant aquest mandat, se signà el Tractat de Guadalupe-Hidalgo, que donà fi a la Guerra Estats Units - Mèxic. Mèxic reconeixia la independència de Texas, renunciava a les regions disputades d'aquell estat i a més era obligat a cedir els territoris de l'Alta Califòrnia i Santa Fe de Nou Mèxic, per una compensació de 15 milions de pesos. El Tractat s'enfrontà a una forta oposició al Congrés, reunit a Querétaro, però considerant l'estat del país i la incapacitat de continuar la guerra, el Congrés el ratificà el 13 de maig de 1848. Amb la conclusió del Tractat, Peña y Peña renuncià a la presidència i retornà a la seva posició a la Suprema Cort de Justícia. El Congrés designà José Joaquín de Herrera com a successor.